# Juraj Cintula
Juraj Cintula (* 1. března 1953 Bardejov, Československo) je slovenský spisovatel a básník, politický aktivista a pracovník bezpečnostní agentury obviněný ze spáchání atentátu na slovenského premiéra Roberta Fica ve středoslovenském městě Handlová.

## Život
Juraj Cintula se narodil 1. března 1953 v jihoslovenských Levicích. V roce 1980 se údajně přestěhoval do Vilniusu, kde žil nějakou dobu ve stejném bytě se sovětskou zpěvačkou Raisou Vasiljevovou.[chybí lepší zdroj] Na přelomu 80. a 90. let pracoval na středním odborném učilišti jako mistr odborného výcviku, Potom pracoval jako člen ochranky v obchodním domě v Levicích a později začal psát. V Levicích žil se svou manželkou, s níž měl syna. V době atentátu byl v důchodu.

### Občanská nespokojenost

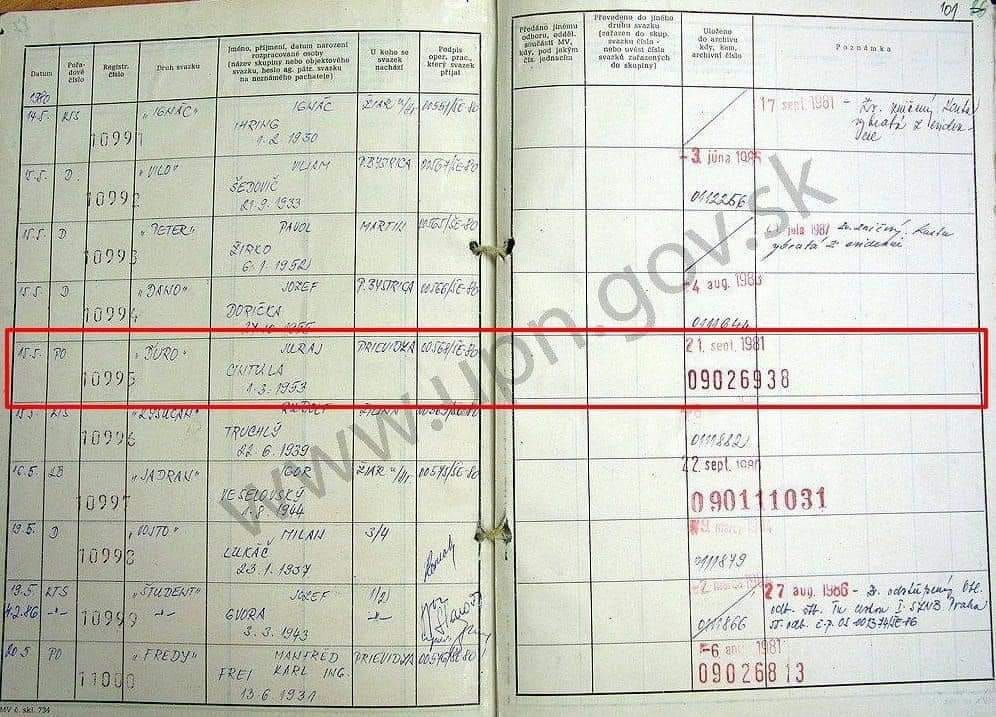
Juraj Cintula alias „Ďuro“ v záznamech StB

Už před rokem 1989 Cintula aktivně vystupoval proti státu. Podle registru Ústavu paměti národa jej prověřovala Státní bezpečnost jakožto občana aktivně vystupujícího proti komunistickému režimu, přidělila mu krycí jméno „Ďuro.“ Cintula s Komunistickou stranou v mládí sympatizoval, po období pražského jara ale přišlo jeho zklamání. Jako idealistovi mu vadilo, že soudruzi ve vedoucích pozicích nehrají podle stejných pravidel jako ostatní. Na jednu z oslav Prvního máje přinesl do svého zaměstnání na učilišti transparent s nápisem „Víc socialismu, víc demokracie,“ přestože si byl vědom pozdějších problémů. Ceduli odmítl na příkaz přímého nadřízeného sbalit, jelikož byl přesvědčen, že nedělá nic špatného, chce-li více socialismu. O práci kvůli tomu přišel. Změnu režimu přivítal s nadšením, angažoval se v hnutí Veřejnost proti násilí a na auto si nasprejoval „Volte Dubčeka.“
Na tyto politické aktivity navázal v roce 2016, kdy spoluzakládal hnutí Proti násilí, které mělo za cíl vystupovat proti násilí všeho druhu a navázat na Veřejnost proti násilí. Sám se profiloval jako sociální demokrat a pacifista, (ale také rebel). Na facebookové stránce hnutí uváděl, že jde o vznikající politickou stranu, nicméně z hnutí se strana nestala.

### Literární činnost
Souběžně se svými občanskými aktivitami a pokusy o politický vliv začal svoje názory prezentovat ve svých knihách. V souvislosti se svým novým naplněním, které našel v literární tvorbě, v roce 2005 spoluzaložil literární klub Duha. Mezi lety 2008 a 2016 mu předsedal. Během toho období vydal básnické sbírky Sen rebela (2006), Diptych: Bitkárova bolesť; Erotika (2007) a Osy: (satira) (2008), román Posolstvo obete (2010) a knihu Efata: O Cigánoch a Rómoch (2015). V roce 2019 ještě přidal básnickou sbírku Fragmenty plus. Kromě toho byl od roku 2015 až do atentátu, kdy byl vyloučen, členem Spolku slovenských spisovatelů. Vedení spolku reagovalo na zprávu o atentátu na premiéra Fica „rezolutním a absolutním odmítnutím“ a vyřadilo jej z řady svých členů. Jeho brutální čin nemá dle Spolku v dějinách Slovenska obdoby. „Jsme si vědomi a ostře odsuzujeme, že podle aktualizovaných informací útočník jednal z politických důvodů. V tomto kontextu jsou spolupachatelem a viníkem všechna liberální média, která občany nepřímo navádějí na takové zkratové jednání,“ konstatuje vedení SSS. Kvůli atentátu byl bezprostředně vyloučen také z literárního klubu Duha.

### Radikalizace
V květnu 2015 začal sympatizovat s polovojenskou proruskou organizací Slovenskí branci spolupracující s Nočními vlky, jejíž vůdci měli být vycvičeni bývalými příslušníky ruských speciálních jednotek. Dle místopředsedy slovenské vlády a ministra obrany Roberta Kaliňáka se s organizací ale stýkal proto, aby ji, sám pacifista, přesvědčil, aby nepoužívala zbraně, a mezi lety 2016 a 2024 se zradikalizoval. Zmíněná organizace se sama rozpustila v roce 2022. Jak ale upozornily slovenské noviny Denník N, verze o mírumilovném pacifistovi zradikalizovaném až pod tíhou nenávistných informací z opozičních médií nesedí, jelikož již v roce 2016, kdy už si stěžoval na veřejnou korupci a nízkou životní úroveň, projevil v řeči na slavnostní přísaze samozvané domobrany brancům podporu a naději, že budou působit v harmonii se státem a slovenskou společností.
V roce 2016 měl mimoto jako člen ochranky v obchodě incident se zdrogovaným mladíkem, který jej napadl, bil pěstmi a kopal do něj. Po pádu mezi regály utrpěl Cintula zranění hlavy.
Předtím v roce 2015 vydal zmíněnou knihu o Romech Efata: O Cigánoch a Rómoch, kde citoval část programu strany Kotlebovci – Ľudová strana Naše Slovensko obsahující fráze jako „cikánské vyžírky“ nebo „parazitům, kteří odmítají pracovat, nedáme vůbec nic,“ a vyjádřil s ní naprostý souhlas. Cintula označil Romy za nádor kriminality, zároveň ale Romy v knize velebil, chtěl tak podle svých slov vytvořit fiktivní extrémy představ o nich a tím vyvolat konstruktivní diskusi odborníků i laiků.
Kromě toho se v knize zabýval různými filosofickými myšlenkami, opakovaně například úvahami na téma, co může jednotlivec dělat, když selže stát, který podle Cintuly nemá zájem řešit problémy, a docházel k závěru, že je pochopitelné, že se lidé při nespokojenosti rozhodují pro radikální řešení. On sám tehdy ještě neviděl řešení v násilí, ale zároveň připustil, že se mu možná společnost nevyhne. Například zde několikrát obhajoval vraha Ľubomíra Harmana, který v roce 2010 zabil 7 lidí a 10 dalších zranil. Uznává u něj, že byl vrahem, ale zároveň podle něj pouze neunesl břemeno toho, že stát ignoruje nespokojený lid a selhala celá společnost. Pachatel se tehdy zastřelil, Cintula jej v knize ale označil za oběť a napsal, že nikdo nemůže dát záruku, že se podobná situace nebude opakovat. V knize dále například zmiňoval obvinění policisty Milana Juhásze z vraždy, který v červnu 2012 zastřelil tři Romy a další dva lidi zranil. Cintula o činu tvrdil, že za tím stojí neřešené napětí ve společnosti, že „nevíme, co prožíval a proč se rozhodl tento hrozný čin spáchat“, a že počet takových lidí bude při nekonání společnosti narůstat.
Úvahy o přijatelnosti násilí v knize doplnil ještě o zmínky masakru, který provedl v roce 2011 Anders Behring Breivik, nebo o masakru v redakci časopisu Charlie Hebdo z roku 2015. A kromě toho psal také o Robertu Ficovi, o němž přemítal, že ho možná zažaluje. Dal mu přitom přezdívku „škrabák“, což je slovenský hovorový výraz pro úředníka. Na konto Roberta Kaliňáka napsal „cítím spoluzodpovědnost.“
Cintulova posedlost politikou ještě vzrostla po útoku Ruska na Ukrajinu, kdy se začal vyjadřovat ostřeji. Velmi kriticky hodnotil Putinova rozhodnutí a následnou tragédii celé společnosti i jednotlivců na Ukrajině. Právě ukrajinskou odvahu se postavit takovým útokům a krvácet při tom označoval Cintula za přesně to, jak by se měl člověk chovat, místo aby ohnul hřbet a nechal se zotročit, jak uvedl jeho blízký kamarád.

### Atentát
Cintula nesouhlasil s politikou Ficovy vlády, velmi mu vadilo například rozhodnutí Fica demonstrativně a oficiálně nezasílat na Ukrajinu zbraně, když na druhou stranu slovenským zbrojovkám je prodej zbraní na Ukrajinu nadále umožněn. Jako politický aktivista se tak účastnil protivládních demonstrací. Jen v roce 2024 navštívil nejméně dvě z nich. V únoru v Bratislavě se účastnil shromáždění namířeného proti vládním změnám trestního zákoníku nebo proti rušení úřadu speciální prokuratury a ukazoval gesta míru. V dubnu potom navštívil výjezdní zasedání vlády v obci Dolná Krupá, kde skandoval společně s hrstkou lidí hesla jako „ať žije Ukrajina“ nebo „dost bylo Fica“ a protestoval proti rétorice vládní koalice v souvislosti s válkou na Ukrajině a proti plánu na zrušení RTVS. Veřejná diskuse ve slovenské společnosti byla celkově značně vyostřená.
Protože pracoval Cintula jako ochranka nákupního centra, směl držet legálně střelnou zbraň. Pistoli CZ 75, kterou atentát provedl, držel déle než 30 let. Sousedé ho považovali za příjemného staršího pána, stejně tak kolegyně z literárního klubu Duha vypověděla, že byl sice v některých názorech rázný, ale nebyl pomatenec a že si nedovede představit, že by sáhl k takovému násilí. Šokován byl i jeho syn nebo jeho blízký kamarád. Přesto 15. května 2024 přijel Cintula na výjezdní zasedání vlády v Handlové a přidal se k hloučku příznivců premiéra Roberta Fica. Asi ve 14:45, krátce po zasedání, přišel premiér ke svým příznivcům a Cintula na něj zaútočil pěti střelnými ranami, z nichž třemi ho zasáhl do břicha a ramena. Premiér potom musel podstoupit pětihodinovou operaci. Policie ho obvinila z úkladné vraždy ve stádiu pokusu. Na svůj čin byl hrdý, nicméně u soudu uvedl, že premiéra nechtěl zabít, pouze zranit. Motivem byl nesouhlas s Ficovou vládou a s jejími provedenými nebo plánovanými změnami.
Po atentátu vzpomínal na Cintulu, s kterým byl často ve styku, jeho dlouholetý kamarád, s kterým se poznali v roce 1988 jako kolegové, když pracovali na učilišti. Přemítal nad možnými motivy jeho činu a co ho k němu dovedlo. Cintula byl podle něj zatrpklý a frustrovaný ze svých neúspěchů ohledně politických ambicí, stejně jako z nedostatečné odezvy na svojí literární tvorbu. K tomu se přidalo i zklamání ze současné politiky. Na jednu stranu se Cintula bouřil proti systému a byl rebelem, na druhou stranu mu velmi záleželo na dodržování pravidel jak u svých kolegů, tak mezi politiky nebo lidmi na vedoucích pozicích. Ti však podle něj pravidla nedodržovali a dělali špatná rozhodnutí.

### Soud
Dne 8. července 2025 začal s Cintulou soudní proces.

## Vydané knihy

### Poezie
- Sen rebela. 1. vyd. Levice: vlastním nákladem, 2006. 72 s. ISBN 80-969503-2-0.
- Diptych: Bitkárová bolesť; Erotika. 1. vyd. Levice: vlastním nákladem, 2007. 87 s. ISBN 978-80-969732-2-4.
- Osy : (satira). 1. vyd. Levice: vlastním nákladem, 2008. 60 s. ISBN 978-80-969952-2-6.
- Fragmenty plus. 1. vyd. Levice: Tlačiareň Cicero, 2019. 62 s. ISBN 978-80-570-0371-7.

### Próza
- Posolstvo obete. 1. vyd. Levice: vlastním nákladem, 2010. 141 s. ISBN 978-80-968340-6-8.
- Efata : o Cigánoch a Rómoch. 1. vyd. Levice: Levické tlačiarne LVT, 2015. 263 s. ISBN 978-80-968340-8-2.